# 샛멸과
샛멸과(Argentinidae)는 샛멸목에 속하는 조기어류과의 하나이다. 바다빙어를 닮았지만, 입이 더 작다. 전세계 바다에서 발견된다. 작은 물고기로 몸길미 25cm까지 자라며, 일부는 70cm에 이른다. 가고시마샛멸, 샛멸 등을 포함하고 있다.

## 하위 과
샛멸과 분류는 다음과 같다.
- Argentina - 가고시마샛멸( Argentina kagoshimae)
- Glossanodon - 샛멸(Glossanodon semifasciatus)